# Sirius I
Der Victor 9000 / Sirius 1 war ein Personal Computer, der durch Sirius Systems Technology von dem US-amerikanischen Ingenieur Chuck Peddle entwickelt wurde. Dieser hatte zuvor auch schon den Commodore PET 2001 entwickelt. Der Computer erschien im selben Zeitraum (1981/82), als auch der erste IBM PC auf den Markt kam. Der Sirius 1 war aber in manchen Punkten weitaus innovativer und besser als das IBM-Gegenstück. Der Rechner war mit einem 5 MHz Intel-8088-Prozessor ausgestattet. Der Speicher des Gerätes bestand in der Grundversion aus 128 KByte, konnte aber bis 1 MByte ausgebaut werden. Die hochauflösende Grafik des Sirius konnte erst ab 256 KByte vollständig ausgenutzt werden. Der Sirius 1 hatte zwei RS-232-Schnittstellen und konnte mit den Betriebssystemen CP/M-86 und MS-DOS betrieben werden.
In Europa war der Sirius 1 sogar relativ erfolgreich, da dieser Rechner vor dem IBM PC dort erschien. Weltweit konnte sich der Rechner nicht durchsetzen und wurde schnell bei den Verkaufszahlen durch den IBM PC überholt.

## Technische Besonderheiten
Der Rechner hatte einen 12 Zoll monochromen Monitor, der eine Anti-Reflexionsschicht besaß. Kontrast und Helligkeit des Monitors konnten direkt von der Tastatur gesteuert werden. Der Computer konnte schon damals die sehr fortschrittliche Auflösung von 800 × 400 Pixeln darstellen.
Der Sirius wurde mit einem internen Sampler geliefert, mit dem man kurze Tonsequenzen aufnehmen und dann wieder abspielen konnte. An den Sirius 1 konnte zusätzlich ein Lichtgriffel angeschlossen werden.
Der Sirius 1 wurde in drei Hardware-Konfigurationen angeboten:
- 2 5¼″-Disketten-Laufwerke à 600 kB. 128 kB RAM
- 2 5¼″-Disketten-Laufwerke à 1,2 MB. 128 kB RAM
- 1 5¼″-Disketten-Laufwerk à 1,2 MB. 10-MB-Festplatte. 256 kB RAM.

Das Spitzenmodell kostete in Deutschland 1982 19.995,- DM inkl. Mwst., nach heutiger Kaufkraft etwa 23.500 Euro

## Software-Ausstattung
Der Sirius 1 konnte folgende Betriebssysteme nutzen:
- MS-DOS oder CP/M-86

Als Programmiersprachen standen zur Verfügung:
- Basic 86
- CBASIC
- COBOL
- CIS-COBOL
- Pascal
- Fortran
- PL/1
- PLM

Auf dem Rechner stand weiterhin folgende Software zur Verfügung:
- Wordstar
- Spellstar
- Mailmerge
- Multiplan